# Danmarks ambassade i Budapest
Danmarks ambassade i Budapest er den officielle repræsentation af Danmark i Ungarn. Ambassaden blev etableret i 1991 efter opdelingen af det tidligere Jugoslavien og har siden da haft til opgave at fremme samarbejdet mellem Danmark og Ungarn på tværs af mange forskellige områder. Ambassaden er beliggende i den ungarske hovedstad Budapest og ledes af en ambassadør, der er udnævnt af den danske regering.
Ambassadens hovedopgaver er at fremme og styrke samarbejdet mellem Danmark og Ungarn i politiske, økonomiske og kulturelle spørgsmål. Ambassaden arbejder tæt sammen med ungarske myndigheder og repræsentanter for det ungarske samfund for at fremme samarbejde og forståelse mellem de to lande.
Ambassaden har en række afdelinger, herunder en politisk afdeling, en økonomisk afdeling, en konsulær afdeling og en presse- og kulturafdeling. Derudover har ambassaden en handelsafdeling, der arbejder med at fremme dansk eksport og investeringer i Ungarn, og en innovationsafdeling, der støtter innovation og videnskabeligt samarbejde mellem Danmark og Ungarn.
Ambassaden bidrager også til at fremme dansk kultur i Ungarn og støtter kulturelle begivenheder og udvekslinger mellem Danmark og Ungarn. Ambassaden bidrager også til at fremme turismen til Danmark og hjælper danske borgere i Ungarn med konsulær bistand og andre services.